# (32615) 2001 QU277
2001 QU277 (asteroide 32615) é um asteroide troiano de Júpiter. Possui uma excentricidade de 0.03348340 e uma inclinação de 17.51708º.
Este asteroide foi descoberto no dia 19 de agosto de 2001 por LINEAR em Socorro.